# Herakleia Trachinia

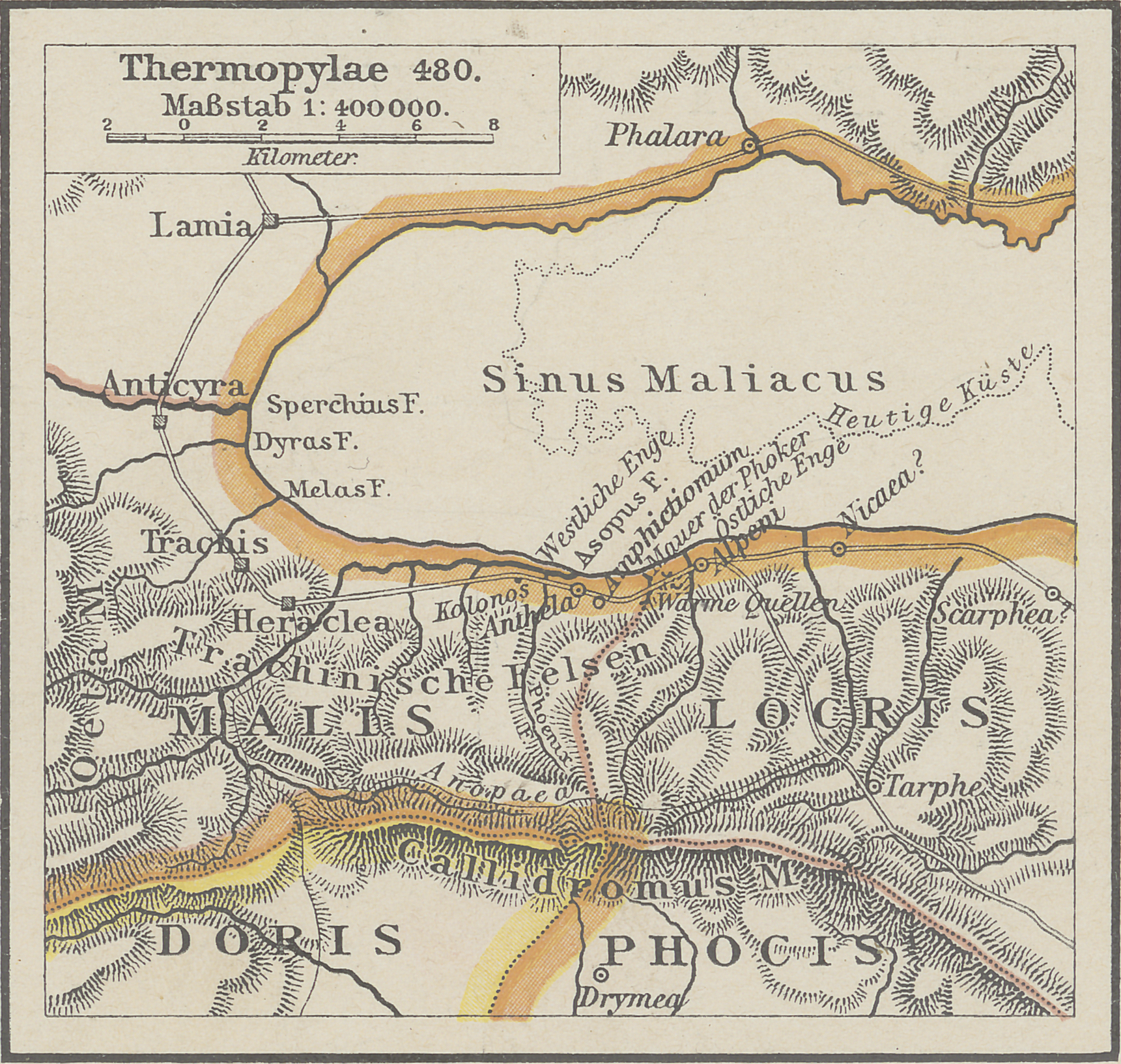
Lage der Doppelstadt westlich der Thermopylen

Herakleia Trachinia (῾Ηράκλεια ἠ Τραχινία (f. sg.)) war die von Sparta gegründete Hauptstadt der Malier in der antiken griechischen Landschaft Trachis. Sie lag westlich der Thermopylen zwischen den Flüssen Karvunaria und Sperchios am Golf von Malia. Den Namen „Herakleia Trachinia“ trug sie erst seit 426 v. Chr., vorher hieß sie nur „Trachis“.
Auf seinem Marsch durch Griechenland lagerte Xerxes im Juli 480 v. Chr. vor Trachis, wo er sein Heer zum Einmarsch in den Thermopylen-Engpass schickte.
Auch bei Homer wird die Stadt genannt (Ilias 2, 682). Ihre letzte Erwähnung fand sie bei Pausanias.
Archäologen legten in der Nähe von Herakleia Trachinia ein spätmykenisches Grab frei.